# The Beautiful Letdown
Albums de Switchfoot
Learning To Breathe
(2000) Nothing Is Sound
(2005)
Singles
1. Meant to Live
Sortie : 2003
2. Dare You to Move
Sortie : 2004
3. This Is Your Life
Sortie : 2004

The Beautiful Letdown est le 4e album studio du groupe de Rock alternatif américain, Switchfoot. Il est sorti début 2003.

## Liste des pistes
1. Meant to Live – 3:20
2. This Is Your Life – 4:18
3. More Than Fine – 4:14
4. Ammunition – 3:45
5. Dare You to Move – 4:15
6. Redemption – 3:06
7. The Beautiful Letdown – 5:21
8. Gone – 3:45
9. On Fire – 4:39
10. Adding to the Noise – 2:50
11. Twenty-Four – 4:52

## Formation
Switchfoot
- Jon Foreman – Chant et guitare
- Tim Foreman – Basse, Chœur
- Chad Butler – Batterie, percussions
- Jerome Fontamillas – Guitare, Clavier, Chœur

Musiciens additionnels
- Ameena Maria Khawaja – Violoncelle
- Stephan Hovsepian – Violon
- John Fields – Clavier, percussions